# 박수건달
《박수건달》은 2012년 제작, 2013년 개봉한 대한민국의 영화이다. 2013년 3월 15일 KOBIS 기준 누적관객수 3,897,969명을 기록했으며 최대 점유 스크린 수는 603개이다.

## 줄거리
조폭 세계의 2인자인 광호는 어느 날 칼에 베인 상처로 인해 손금의 운명선이 바뀌면서 이상한 일들을 겪기 시작한다. 알 수 없는 목소리가 들리고, 물건들이 저절로 움직이는 등 기이한 현상들이 계속되는 가운데, 광호는 우연히 바람에 날리는 신문 광고를 통해 점술가를 찾아간다. 점술가는 광호에게 이러한 현상들이 영혼 때문이며, 무당의 운명을 받아들이려면 내림굿을 해야 한다고 말한다. 자신의 운명을 피할 수 없음을 깨달은 광호는 낮에는 점쟁이, 밤에는 조폭으로 이중생활을 시작하며 점점 더 어려운 상황에 놓인다. 한편, 조직 내 경쟁자인 태주는 광호를 제거하고 그의 자리를 차지하려는 음모를 꾸민다. 태주의 부하들은 광호를 감시하다가 그의 비밀을 알게 되고, 이를 이용해 광호를 파멸시키려 한다.

## 캐스팅
- 박신양 - 박광호
- 김정태 - 차태주
- 엄지원 - 명보살
- 정혜영 - 최미숙
- 김성균 - 고춘봉
- 윤송이 - 한수민
- 최일화 - 배대근
- 박정자 - 왕무당
- 최지호 - 왕대식
- 김형범 - 깐죽이
- 천민희 - 이금옥
- 안여진 - 여자손님
- 임철형 - 점집형사
- 권오진 - 계파보스 1
- 성민수 - 계파보스 4
- 태항호 - 계파보스 부하
- 장태민 - 복싱코치귀신
- 정민성 - 동료의사
- 송욱경 - 조폭귀신
- 진선미 - 때리는 부인
- 조진웅 - 황검사 (특별출연)